# Флаг городского поселения Озёры
Флаг муниципального образования «Городское поселение Озёры» Озёрского муниципального района Московской области Российской Федерации — опознавательно-правовой знак, служащий официальным символом муниципального образования.
Флаг был утверждён 25 ноября 2008 года и внесён в Государственный геральдический регистр Российской Федерации с присвоением регистрационного номера 4545.
Законом Московской области от 18 марта 2015 года № 30/2015-ОЗ, все муниципальные образования Озёрского муниципального района — сельское поселение Бояркинское, сельское поселение Клишинское и городское поселение Озёры — были преобразованы, путём их объединения, в городской округ Озёры.

## Обоснование символики
Флаг муниципального образования «Городское поселение Озёры» составлен на основе герба городского поселения по правилам и соответствующим традициям вексиллологии и отражает исторические, географические и национальные традиции.
В 1578 году упоминается как деревня Марвинское Озёрко, в конце XVIII веке — деревня Озёрки у озера Марьино. Название по озеру Марьино, одному из ряда пойменных озёр в долине Оки. С 1851 года — село Озёры. В первой половине XIX века появились бумаготкацкая фабрика и отделочные мануфактуры (позднее текстильные фабрики). К концу XIX века Озёры — промышленно-торговое село, крупный центр текстильной (хлопчатобумажной) промышленности.
В настоящее время городское поселение Озёры является административным центром района, в котором наравне с сельскохозяйственной направленностью (свыше 1/3 территории района — пашни) высоко развит и промышленный сектор производства. В самом городском поселении находятся ЗАО «Текстильная фирма „Ока“», Озёрский приборостроительный завод и многие другие.
Историко-культурным центром, основной достопримечательностью городского поселения Озёры является храм святой Троицы Живоначальной 1851 года (обиходные названия этой церкви — Введенская церковь, Богородицкая церковь, Свято-Троицкая церковь).
Белая фигура, выложенная из трёх кругов (безантов) в центре флага, многозначна:
— символ святой Троицы;
— аллегория пойменных озёр, давших название городу.
Голубая оконечность — символ реки Оки.
Колосья — символ сельскохозяйственной промышленности города, а веретёна — символ ткацкой промышленности города.
Белый пояс, украшенный веретёнами, напоминает славянский орнамент, что символизирует дружеские связи городского поселения с белорусским городом-побратимом Столбцы (Минская область).
Фигуры флага и его цвета перекликаются с гербом и флагом района, символизируя их родство и взаимную поддержку.
Зелёный цвет символизирует весну, здоровье, природу, надежду.
Белый цвет (серебро) — символ чистоты, ясности, открытости, божественной мудрости, примирения.
Голубой цвет (лазурь) — символ возвышенных устремлений, искренности, преданности, возрождения.
Жёлтый цвет (золото) — символ высшей ценности, величия, великодушия, богатства, урожая.